# Lamhe
Lamhe (Hindi: लम्हे, übersetzt: Momente) ist ein Bollywoodfilm  aus den frühen 1990er Jahren und wurde von den Kritikern hoch gelobt und war in Großbritannien ein großer Erfolg. Nur in Indien floppte der Film und dennoch gewann er bei den Filmfare Awards fünf Preise, unter anderem in der Kategorie bester Film.

## Handlung
Nach etlichen Jahren in London kehrt der reiche Jüngling Virendra Pratap Singh endlich wieder in seine Heimat Rajasthan, Indien. Dort besucht er seine Ersatzmutter Dai Jaa und trifft auch auf die hübsche Nachbarstochter Pallavi. Obwohl sie etwas älter ist, verliebt er sich augenblicklich in sie. Zu spät erkennt er jedoch ihre Liebe zu Siddharth. Es bricht ihm das Herz und er opfert seine große Liebe.
Nachdem Pallavi und Siddharth geheiratet haben, verunglücken sie in einem Verkehrsunfall. Noch vor dem Tod bringt Pallavi eine Tochter zur Welt. Viren kehrt wieder nach London zurück. Er macht das Baby Pooja für Pallavis Tod verantwortlich. Dennoch übernimmt Dai Jaa die Erziehung des Mädchens.
Jahre später kommt Viren wieder zu Besuch und trifft auf die nun Erwachsene Pooja. Bei ihrem Anblick stockt ihm der Atem: Pooja gleicht ihrer Mutter aufs Haar. Und während sie sich in Viren verliebt, weist er sie ab.
Mit Dai Jaa reist Pooja nach London, um Viren einen Besuch abzustatten. Dort lernen sie auch Virens Freund Prem kennen, der sie auf Anhieb gut leiden kann. Allerdings treffen sich auch Anita, Virens Freundin, die von Virens großer Liebe weiß und so die Eifersucht in ihr hochsteigt.
Eines Tages findet Pooja eine Handzeichnung. Sie glaubt sich selbst auf dem Bild zu erkennen und Viren doch etwas für sie empfindet. Deshalb konfrontiert sie ihn damit und muss enttäuschterweise erfahren, dass es sich um ein Missverständnis handelt und die abgebildete Frau nicht sie, sondern ihre Mutter darstellt.
Pooja kehrt mit gebrochenem Herzen nach Indien zurück und Viren entschließt sich kurzerhand Anita zur Frau zu nehmen. Aus Trotz will auch Pooja heiraten.
In Indien: Im Dorf erzählt Pooja vor Publikum ein Volksmärchen, als sie unter den Dorfbewohnern Viren entdeckt. Nachdem Pooja London verlassen hatte, realisierte Viren seine Liebe zu ihr. Beide haben glücklicherweise nicht geheiratet und so steht ihnen nichts mehr im Wege.

## Musik
| Song                  | Sänger/in                      |
| --------------------- | ------------------------------ |
| Yeh Lamhe             | Hariharan                      |
| Mohe Chhodo Naa       | Lata Mangeshkar                |
| Morni Baagha Maa      | Lata Mangeshkar, Ila Arun      |
| Kabhi Main Kahoon     | Lata Mangeshkar, Hariharan     |
| Meha Re Megha         | Lata Mangeshkar                |
| Yaad Nahin Bhool Gaya | Lata Mangeshkar, Suresh Wadkar |
| Gudiya Rani           | Lata Mangeshkar                |
| Parody                | Pamela Chopra, Sudesh Bhosle   |

Das Lied Kabhi Main Kahoon entstand aus einer Melodie, die in dem Film Chandni als Hintergrundmusik verwendet wurde. In der berühmten Parody-Sequenz tanzt Waheeda Rehman zu dem Superhit Aaj Phir Jeene Ki Tamanna Hai aus dem Film Guide, in dem sie auch mitgespielt hatte.

## Auszeichnungen
Filmfare Award 1992
- Filmfare Award/Bester Film an Yash Chopra
- Filmfare Award/Beste Hauptdarstellerin an Sridevi
- Filmfare Award/Bester Komiker an Anupam Kher
- Filmfare Award/Beste Story an Honey Irani
- Filmfare Award/Bester Dialog an Rahi Masoom Reza

Nominierungen:
- Filmfare Award/Bester Hauptdarsteller an Anil Kapoor
- Filmfare Award/Beste Nebendarstellerin an Waheeda Rehman
- Filmfare Award/Beste Regie an Yash Chopra

National Film Awards (1992):
- National Film Award/Bestes Kostümdesign an Neeta Lulla

## Dies und Das
- Nach Angaben von Yash Chopra ist dieser Film (neben Silsila) sein Lieblingsfilm. Auch Karan Johar zählt Lamhe zu seinem Lieblingsfilm.